# Marilyn Musgrave
Marilyn Neoma Musgrave (ur. 27 stycznia 1949) – amerykańska polityk, członkini Partii Republikańskiej. W latach 2003–2009 zasiadała w Izbie Reprezentantów (4 okręg Kolorado).